# Opius delvillei
Opius delvillei är en stekelart som beskrevs av Fischer 1972. Opius delvillei ingår i släktet Opius och familjen bracksteklar. Inga underarter finns listade i Catalogue of Life.